# Ferrovia Montreux-Oberland Bernese
La ferrovia Montreux–Oberland Bernese (il cui acronimo è MOB) è una linea ferroviaria a scartamento metrico della Svizzera che collega Montreux, sul Lago Lemano, con Les Avants, Montbovon, Rossinière, Château-d'Oex, Rougemont, Saanen, Gstaad e Zweisimmen con Lenk nell'Oberland Bernese.

## Storia
Negli anni novanta del XIX secolo iniziarono le proposte e i progetti per una linea ferroviaria che seguisse il percorso trasversale del GoldenPass. Nel 1899 venne rilasciata la concessione per la linea da Montreux a Zweisimmen i cui lavori iniziarono l'anno dopo. A tal fine venne costituita il 26 giugno 1899 la Compagnie du chemin de fer électrique Montreux-Montbovon, la quale cambiò ragione sociale nel 1902 in Compagnie du Chemin de fer Montreux-Oberland bernois. La prima sezione, ossia il percorso di montagna da Montreux, per Chamby, fino a Les Avants, venne aperta nel 1901. Il tunnel di valico e la tratta in discesa fino a Montbovon vennero inaugurati nel 1903. Seguì la tratta fino a Gstaad e Saanen (aperta nel 1904), e nel 1905 per Zweisimmen. La tratta fino a Lenk venne inaugurata nel 1912 con inversione di direzione nella stazione di Zweisimmen.
| Entrata in funzione dei tratti ferroviari | Entrata in funzione dei tratti ferroviari |
| Tratta                                    | Dati                                      |
| ----------------------------------------- | ----------------------------------------- |
| Montreux – Les Avants                     | 12 dicembre 1901                          |
| Les Avants – Montbovon                    | 1º ottobre 1903                           |
| Montbovon – Château-d'Oex                 | 19 agosto 1904                            |
| Château-d'Oex – Gstaad                    | 20 dicembre 1904                          |
| Gstaad – Zweisimmen                       | 6 luglio 1905                             |
| Zweisimmen – Lenk                         | 8 giugno 1912                             |

La MOB (Montreux-Oberland Bernese), negli anni venti mise in esercizio un parco rotabili lussuosi e confortevoli con carrozze ristorante e pullman rivolta alla clientela raffinata che già frequentava le regioni turistiche di Montreux e Gstaad.

In seguito, la situazione economica si degradò e non permise ulteriori ammodernamenti fino al 1940 quando una legge svizzera promosse incentivi per le ferrovie private e permise l'acquisto di nuove automotrici e carrozze. Dal 1962 sono stati attuati ulteriori ammodernamenti e sono entrati in servizio rotabili con elevato livello di comfort. Inoltre sono stati istituiti servizi di prestigio con nomi altisonanti come Panoramic Express e Golden Pass Panoramic, che hanno stabilito una presenza permanente nel settore del turismo della MOB anche in virtù dell'accordo su una società di gestione comune con altre ferrovie della regione, definita Goldenpass Railway, per l'istituzione di servizi ferroviari di classe sull'itinerario Lucerna-Interlaken-Montreux..

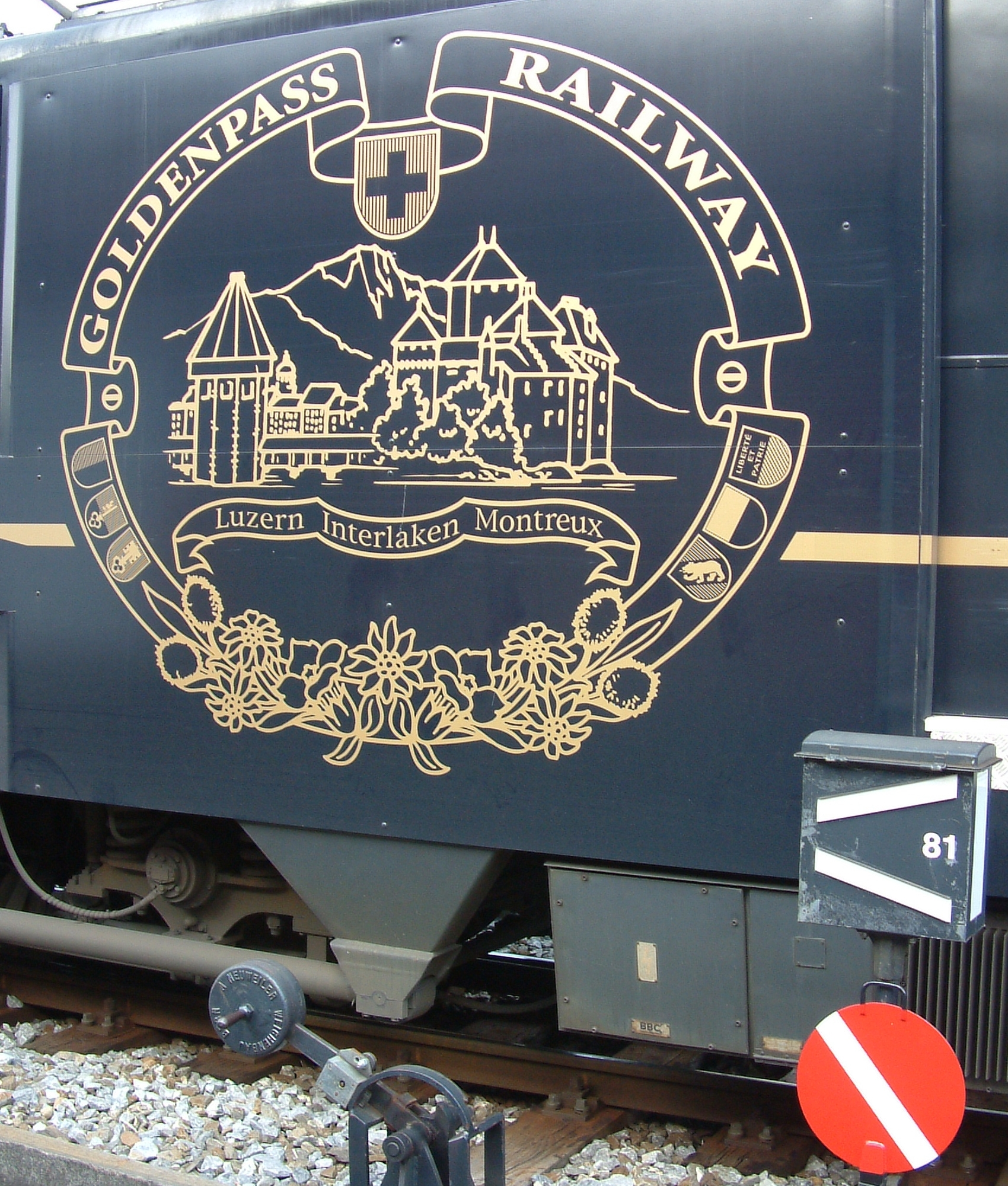
Il logo Goldenpass Railway

Nel 2017 la MOB ha stipulato un gemellaggio con la Ferrovia elettrica Nankai.

## Caratteristiche

### Linee secondarie
La prima diramazione è a Chamby e conduce a Blonay da dove si può raggiungere Vevey o arrivare fino alle Pléiades con i Chemins de fer électriques Veveysans (CEV). Dopo chiusura nel 1966 la tratta è stata presa in gestione dalla associazione della BC che ha istituito un grande museo della ferrovia a scartamento ridotto. La linea è ancora di proprietà della Società dei Trasporti Montreux-Vevey-Riviera, subentrata alla CEV.
La stazione ferroviaria di Montbovon connette alla rete dei Transports Publics fribourgeois (TPF), precedentemente Chemins de fer Fribourgeois Gruyère-Fribourg-Morat (GFM).
Nella stazione di Zweisimmen avviene l'interscambio con la ex ferrovia della Simmental, ora della BLS, per Spiez, con possibilità di proseguimento su Interlaken e Lucerna e collegamenti per Berna o Briga.

### Percorso
| Continuation backward |

|  | Unknown route-map component "BHF-L" | Unknown route-map component "KBHFa-M" | Unknown route-map component "KBHFa-R" |  |

|  | Straight track | Straight track | One way leftward | Unknown route-map component "CONTfq" |

| Unknown route-map component "CONTr+g" | Straight track |  |

| Enter and exit short tunnel |

| Stop on track |

| Stop on track |

| Stop on track |

| Non-passenger station/depot on track |

| Stop on track |

| Unknown route-map component "SKRZ-Ao" |

| Stop on track |

| Unknown route-map component "exLSTR+l" | Unknown route-map component "eKRZo" | Unknown route-map component "exCONTfq" |

| Unknown route-map component "exLSTRl" | Unknown route-map component "eABZg+r" |  |

| Station on track |

|  | Unknown route-map component "eABZgl" | Unknown route-map component "exCONTfq" |

| Station on track |

| Non-passenger station/depot on track |

| Stop on track |

| Station on track |

|  | Unknown route-map component "ABZgl" | Unknown route-map component "CONTfq" |

| Enter and exit short tunnel |

| Station on track |

| Unknown route-map component "hKRZWae" |

| Station on track |

|  |  | Straight track | Unknown route-map component "uKHSTaq" | Unknown route-map component "uCONTfq" |

| Enter and exit short tunnel |

| Enter and exit short tunnel |

| Station on track |

| Enter and exit tunnel |

| Station on track |

| Station on track |

| Enter and exit short tunnel |

| Unknown route-map component "hSTRae" |

| Station on track |

| Unknown route-map component "hSTRae" |

| Enter and exit short tunnel |

|  | Unknown route-map component "ABZg+l" | Unknown route-map component "CONTfq" |

| Station on track |

| Enter and exit short tunnel |

| Station on track |

| Unknown route-map component "hSTRae" |

| Station on track |

| Stop on track |

| Enter and exit short tunnel |

| Station on track |

| Stop on track |

| Stop on track |

| Stop on track |

| Unknown route-map component "hSTRae" |

| Station on track |

| Unknown route-map component "hSTRae" |

| Station on track |

| Unknown route-map component "hSTRae" |

|  | Unknown route-map component "xKRWgl" | Unknown route-map component "KRW+r" |

|  | Unknown route-map component "exHST" | Straight track |

|  | Unknown route-map component "exSTR" | Enter and exit short tunnel |

|  | Unknown route-map component "xKRWg+l" | Unknown route-map component "KRWr" |

| Station on track |

| Station on track |

| Unknown route-map component "hSTRae" |

| Station on track |

| Station on track |

| Station on track |

| Enter and exit short tunnel |

| Unknown route-map component "hSTRae" |

| Station on track |

| Non-passenger station/depot on track |

| Enter and exit short tunnel |

|  | Unknown route-map component "hSTRae" | Non-passenger head station |

|  | Unknown route-map component "ABHFl+l" | Unknown route-map component "ABHFr+r" |

|  | Straight track | Unknown route-map component "CONTl+g" |

| Station on track |

| Station on track |

| Station on track |

| Station on track |

| Station on track |

| End station |